# Clarke (canton)
Pour les articles homonymes, voir Clarke.
Clarke est un canton canadien de l'Est du Québec situé dans la région administrative du Bas-Saint-Laurent dans la vallée de la Matapédia. Il fut proclamé officiellement le 27 janvier 1940. Il couvre une superficie de 21 010 hectares. De nos jours, son territoire fait partie du territoire non organisé de Lac-Casault.

## Toponymie
Le toponyme Clarke est en l'honneur de John Mason Clarke (1857-1925) qui était un paléontologue américain qui fit des travaux reconnus sur la géologie gaspésienne.